# Astrobiology Science and Technology for Exploring Planets

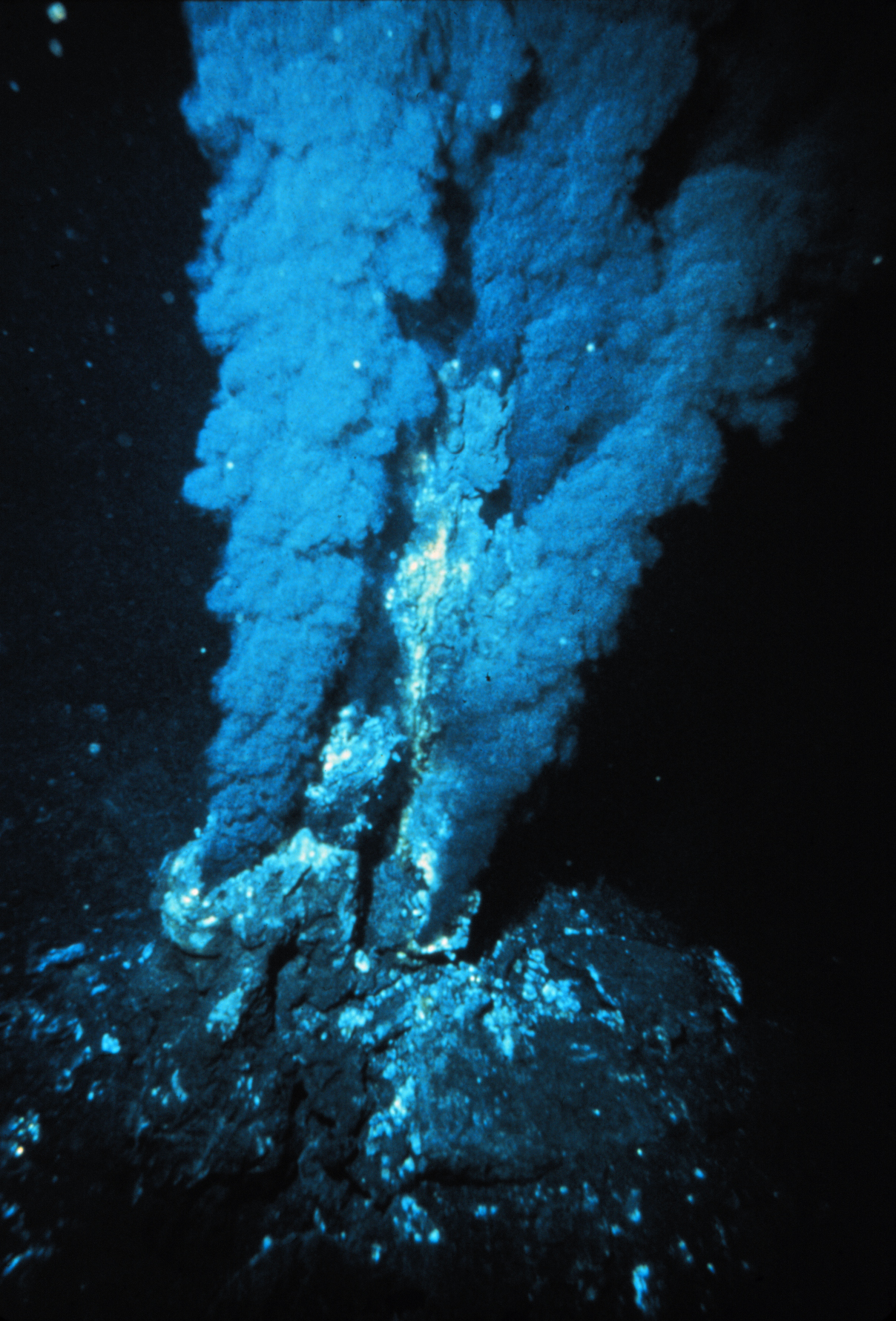
Évent hydrothermal (« fumeur noir ») et quelques éléments de son écosystème associé. Parce que peut-être proche de formes de vie extraterrestres, ce type de milieu est l'un des sujets de travail du programme ASTEP de la NASA

Le programme Astrobiology Science and Technology for Exploring Planets (ASTEP) était l'un des programmes scientifiques et technologiques de la NASA, associés à ses projets d'exploration spatiale.

Dans le domaine de l'astrobiologie, ce programme parraine des projets de recherche susceptibles de faire progresser la technologie et les savoir et savoir-faire techniques nécessaires à l’exploration planétaire. Son objectif est de développer des moyens de découvrir, cartographier et étudier d’éventuelles autres formes de vie, tout en testant les outils nouveaux lors de campagnes scientifiques, technologiques et de terrain sur terre.
Le contenu d'ASTEP a été fusionné en 2014 avec le programme Moon Mars Analogue and Mission Ac4vi4es (MMAMA) et est désormais géré au sein du programme Planetary Science and Technology from Analogue Research (PSTAR). Il constitue un des six éléments du programme d'astrobiologie de la NASA. Les autres programmes sont NASA Astrobiology Institute, Exobiology and Evolutionary Biology Program (origine de la vie), Maturation of Instruments for Solar System Exploration (MatiSSE), Planetary Instrument Concepts for the Advancement of Solar System Observations (PICASSO) et  Habitable Worlds Program,.

## Contenus
L'ASTEP est l'un des quatre éléments du programme d'astrobiologie de la NASA, lequel relève de sa « Division des sciences planétaires » gérée par la « Direction des missions scientifiques ».
Selon la description officielle qu’en fait la NASA : « le programme ASTEP parraine le développement de technologies permettant la recherche à distance et l'identification de la vie dans des environnements extrêmes, dont sur les surfaces planétaires et en subsurfaces ».
L'ASTEP encourage le développement de technologies permettant aux scientifiques d'étudier l'astrobiologie, en les testant d’abord sur Terre avant d'éventuellement les appliquer sur des corps extraterrestres (astéroïdes, lunes, planètes…).

Les recherches « terrestres » de l'ASTEP sont centrées sur des campagnes de terrain ou des expéditions de longue durée durant lesquelles les chercheurs vivent dans la région qu'ils étudient, dans des endroits éloignés ou hostiles (milieux arides, ou au contraire subaquatiques et/ou froids tels que l'Antarctique ou le fond de l'océan).
En étudiant les espèces et écosystèmes dits « extrémophiles », on espère mieux définir les caractéristiques d’espèces et de lieux à rechercher pour découvrir une potentielle vie extraterrestre ou des traces fossiles de vie ancienne.

## Méthodes
Les projets financés par l'ASTEP concernent typiquement des habitats encore inconnus ou mal connus. Là, les chercheurs peuvent tester les méthodes de la biologie extrémophile, dans les environnements les plus difficiles de la Terre et in situ.
Les environnements complexes et difficiles où cette recherche est menée permettent d’approcher ou simuler les conditions attendues sur les mondes extraterrestres du système solaire.
Les opérations de terrain ont jusqu’ici ciblé deux types d’écorégions : 
1. Les climats très froids (arctiques, antarctiques) : ils « simulent » les basses températures attendues sur beaucoup d'autres planètes comme Mars, près des sites d'atterrissage des rovers[3] ;
2. Les milieux subaquatiques profonds (d’eau douce ou salée) ou recouverts d'une épaisse couche de glace : ils « simulent » une haute pression et des conditions de température éventuellement variables, pour par exemple préparer des missions d’exploration du vaste océan d'eau liquide supposé présent sous la croute de glace de la lune de Jupiter, Europe[4].

L'ASTEP encourage aussi les tests de matériels et les expériences de travail dans des endroits difficiles d'accès, avec par exemple : 
- des laboratoires tels que le Mars Science Laboratory ;
- des techniques d'échantillonnage ;
- les essais de rovers (ex : Mars Rovers) et d'atterrisseurs (atterrisseur sur Titan : Huygens) ;
- les robots submersibles capables de cartographier et échantillonner le milieu, en prenant des décisions autonomes[6].

Les systèmes autonomes sont préférables et recherchés, car dans la plupart des cas, des données devront être massivement collectées sans la présence d'humains à proximité.
Les campagnes sur le terrain servent de preuve de concept et de démonstration pour identifier les forces et faiblesses des matériels et protocoles de fonctionnement dans l'exécution de la mission ainsi que l'endurance structurelle des engins d’exploration et des technologies qu’ils embarquent
Au-delà de la pratique et du développement des nouvelles technologies, l'ASTEP s'efforce aussi d'en apprendre plus sur la biologie des milieux étudiés lors des campagnes de terrain. L'analyse des échantillons recueillis aide la science à progresser quant à la connaissance des conditions limites de la vie (thermiques, chimiques, photoniques, de pression, de nutriments, etc.). Il s’agit aussi de comprendre comment des organismes et communautés s'adaptent et évoluent dans les conditions extrêmes (peut être en partie comparables aux solutions développées par des organismes extraterrestres), ce qui offre alors des indices sur l'endroit où la vie pourrait être trouvée ailleurs que sur la terre.
Un autre domaine d'étude est donc la signature, la trace ou l'empreinte environnementale que la vie extrémophile laisse derrière elle (roches ou structures biogéniques, biomolécules ou biosignatures comme les traînées chimiques, les microfossiles, etc.

Identifier ces familles d’indices inspire souvent de nouvelles techniques de recherche et de mesure biologique, qui pourraient dans l’avenir grandement simplifier la planification des missions.

## Projets déjà réalisés

### Année 2007
- The Deep Phreatic Thermal Explorer (DEPTHX)
- The Arctic Gakkel Vents Expedition (AGAVE)
- The Arctic Mars Analogue Svalbard Expedition (AMASE)
- The Monterey Bay Aquarium Research Institute’s Environmental Sample Processor (ESP)

### Année 2008
- The Environmentally Non-Disturbing Under-Ice Robotic Antarctic Explorer (ENDURANCE)
- Arctic Mars Analogue Svalbard Expedition (AMASE) Sample Return
- Oases for Life and Pre-Biotic Chemistry: Hydrothermal Exploration Using Advanced Underwater Robotics
- IceBite: An Auger and Sampling Systems for Ground Ice on Mars[7]
- VALKYRIE: Very-Deep Autonomous Laser-Powered Kilowatt-Class Yo-Yoing Robotic Ice Explorer
- Autonomous Exploration, Discovery, and Sampling of Life in Deep Sea Extreme Environments
- Deep Drilling and Sampling Via Compact Low-Mass Rotary-Hammer Auto-Gopher
- Exploration of Deep-Sea Hydrothermal Vent Microbial Communities using the Environmental Sample Processor (ESP)

### Année 2011
- Mars Methane Plume Tracer
- Planetary Lake Lander
- Shallow-Borehole Array for Measuring Greenland Emission of Trace Gases as an Analogue for Methane on Mars (GETGAMM)
- VALKYRIE: Phase 2
- Investigation robotique de vie en subsurface dans le désert d'Atacama.

## Autres projets
- Les stromatolithes sont des structures biogéniques apportant des informations géologiques essentielles sur l'histoire des micro-organismes et de ses relations au climat planétaire (terraformation) remontant à plus d'un milliard d'années. Ces dernières années, l'ASTEP a étudié comment ces fossiles stratifiés se forment, en étudiant certains biofilms microbiens contemporains, qui construisent des stromatolithes semblables à ceux de leurs ancêtres[8].

- L'ASTEP dispose aussi d’un programme de développement d'instruments scientifiques de mesure. Ce programme travaille par exemple sur un prototype de détecteur de présence d'ADN ou d’un équivalent de l’ADN sur la surface de Mars[3]. Le prototype répliquera tout ADN trouvé dans la glace martienne ou le régolithe en utilisant des techniques d'amplification en chaîne par polymérase (PCR).

- Le projet IceBite consiste à produire des situations d’exercice pour les futures missions martiennes où la glace devra être pénétrée. 
La recherche se fait dans des vallées antarctiques de haute altitude ressemblant fortement au site d'atterrissage de Phoenix en termes de composition géologique[3]. En 2009, les scientifiques ont achevé avec succès la première phase d’une mission de trois ans visant à sonder la région, installer des instruments scientifiques, et déterminer de futurs sites de tests[3].

- Une équipe de scientifiques soutenus par l'ASTEP explore une crête située dans la partie plus occidentale de la Fosse des Caïmans. La vie océanique des grands fonds marins atteint des extrêmes à ces profondeurs, là où la pression est la plus élevée de tout l’océan et où les évents sous-marins excrètent des eaux bouillantes, acides, toxiques pour l’homme et très minéralisées. 
Les auteurs du projet pensent que la vie extraterrestre pourrait être similaire aux formes de vie « exotiques » trouvées près de ces évents. Le submersible Nereus a été développé par l'ASTEP pour étudier de manière autonome ces sites hydrothermaux profonds[4].

## Communication et vulgarisation scientifique
Pour informer et sensibiliser le public des travaux de recherche conduits sous les auspices de l'ASTEP, les scientifiques utilisent de plus en plus des blogs dédiés pour transmettre des informations sur leurs études, généralement lorsqu'ils effectuent des recherches scientifiques à distance sur un test de terrain terrestre.

Le blog le plus important est produit par l'équipe IceBite de la NASA qui effectue des expéditions annuelles en Antarctique.
Des scientifiques ont aussi parfois été en contact via satellite pour discuter avec un public éloigné, de sujets tels que l'astrobiologie ou des recherches en train de se faire.